# Чебеньки (аэродром)
Чебеньки (Дмитриевка) — военный аэродром в Оренбургской области, расположенный в 9 км северо-западнее посёлка Чебеньки и в 38 км северо-восточнее города Оренбурга.
На аэродроме дислоцирована авиационная база, на вооружении которой стоят вертолёты Ми-6 и Ми-8
(привлекаемые к поисково-спасательному обеспечению посадок спускаемых аппаратов космических кораблей, осуществляемых на территории Казахстана), а также находящиеся здесь на хранении самолёты МиГ-23, Су-24, утилизируются.
В окрестностях Оренбурга есть ещё один военный аэродром — Оренбург-2.

## История
Аэродром Чебеньки был построен вблизи села Дмитриевка Сакмарского района Оренбургской области в 1953—1954.
На аэродроме ранее располагались:
- С 1954 по 1992 904-й учебный авиационный полк Чкаловского военного авиационного училища (с 1958 — Оренбургское высшее военное авиационное училище штурманов ВВС, с 1960 — Оренбургское высшее военное авиационное училище летчиков). В 1954 — 1979 годах обучение курсантов проводилось на самолётах Ил-28, а с 1980 — на самолётах Л-29. В 1992 полк был расформирован.

- С 1972 по 2007 118-я отдельная вертолётная эскадрилья (вертолёты Ми-6 и Ми-8), предназначенная для решения задач по поисково-спасательному обеспечению запуска, поиску и эвакуации космических объектов, поисково-спасательному обеспечению полетов и перелетов воздушных судов.

- С 1993 по 2007 4215-я база резерва самолётов (на консервации здесь находились самолёты Су-17 и МиГ-23; в период холодной войны они несли боевое дежурство на других аэродромах СССР и стран Восточной Европы). 12 апреля 2007 года с аэродрома Чебеньки на аэродром Чкаловский перелетел последний летающий Су-17УМ3. После перелёта самолёт разобрали и доставили в Центральный музей ВВС в Монино, где позднее он занял место в экспозиции.[3]

С 1 декабря 2007 база резерва самолётов реорганизована в авиационную базу; в её состав включена и 118 ОАЭ.